# Miroslav Bjeloš
Miroslav Bjeloš (szerbül: Мирослав Бјелош, Újvidék, 1990. október 29. –) szerb labdarúgó, a szerb FK Mladost Novi Sad középpályása.

## Pályafutása

### Klubcsapatokban
Pályafutását a Metalac Asko Vidak csapatában kezdte, majd hazájában megfordult a palánkai Bačkában és a vajdasági Radnički Šidben. 2013 és 2014 között kölcsönben a kanadai bajnokságban szereplő Burlington labdarúgója volt. Miután visszatért a Bačka Bačka Palankához, a 2015-2016-os szezon végén élvonalbeli feljutáshoz segítette a csapatot. 2017-ben a Costa Rica-i Limón játékosa volt. 2019 nyarán a Napredak Kruševac szerződtette, egy év múlva pedig az Újpest játékosa lett. 2022. december 20-án szerződést bontott az Újpest csapatával, majd egy nappal rá csatlakozott a szerb élvonalbeli FK Mladost Novi Sad csapatához.

## Sikerei, díjak
Újpest FC
- Magyar Kupa győztes: 2020-21